# Loire mente
A Loire mente (franciául Pays de la Loire) Franciaország egyik közigazgatási régiója. Prefektúrája (székelye) és legnagyobb városa Nantes. Névadója a Loire, az ország leghosszabb folyója.

## Elhelyezkedése
Franciaország északi felének nyugati részén, részben az Atlanti-óceán partján, részben a Loire alsó szakasza mentén helyezkedik el. Területe 32 082 km². Északnyugaton Bretagne, északon Normandia, keleten Centre-Val de Loire, délkeleten és délen Új-Aquitania régióval határos, nyugaton az Atlanti-óceán Vizcayai-öble határolja.

## Közigazgatási beosztás

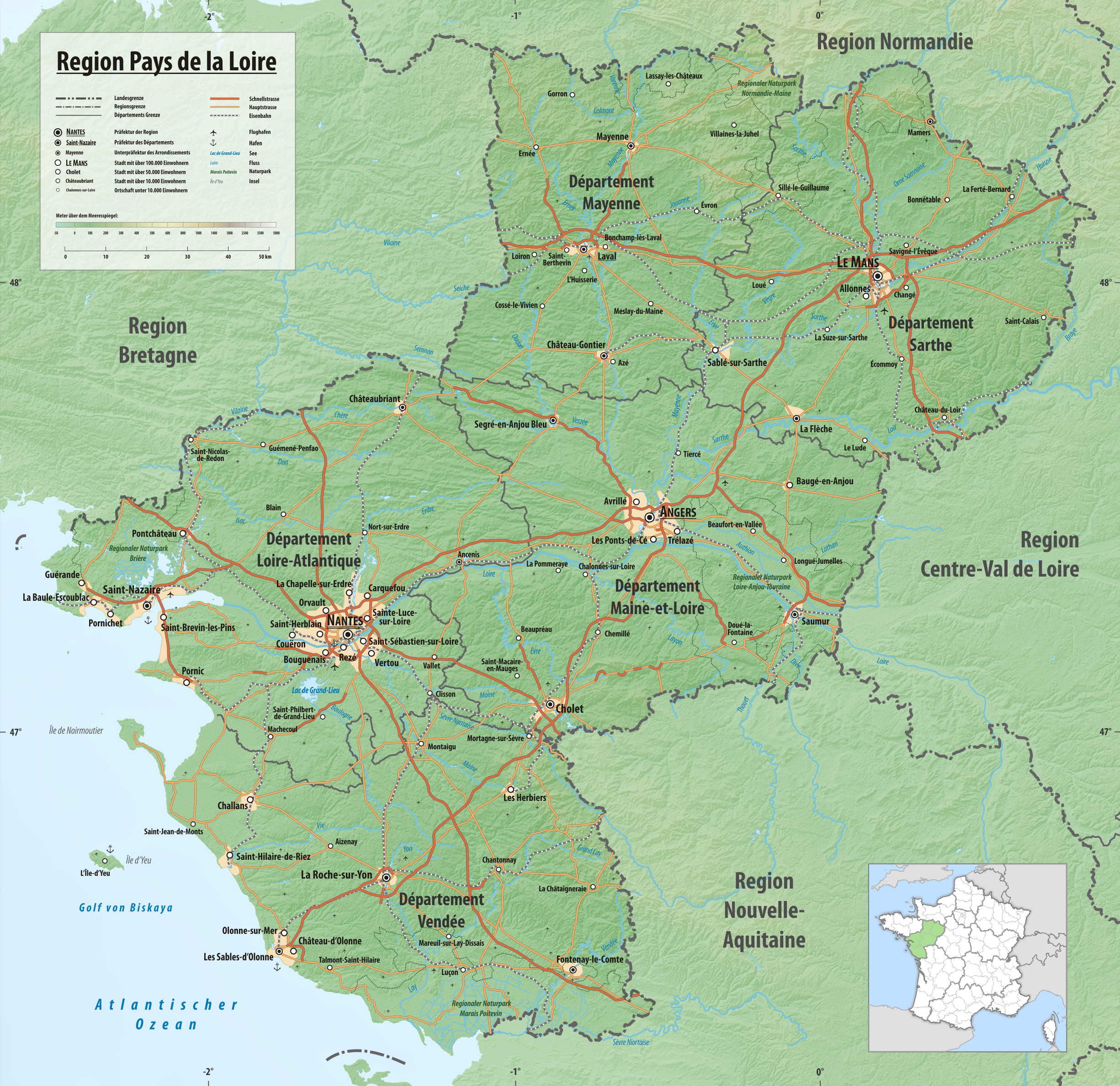
A régió domborzati térképe

A régió öt megyéből áll.

|    | Megye            | Prefektúra       | Kerület | Kanton | Község |
| -- | ---------------- | ---------------- | ------- | ------ | ------ |
| 44 | Loire-Atlantique | Nantes           | 3       | 31     | 207    |
| 49 | Maine-et-Loire   | Angers           | 4       | 21     | 176    |
| 53 | Mayenne          | Laval            | 3       | 17     | 240    |
| 72 | Sarthe           | Le Mans          | 3       | 21     | 354    |
| 85 | Vendée           | La Roche-sur-Yon | 3       | 17     | 255    |
|    | Összesen:        | Összesen:        | 16      | 107    | 1232   |

## Földrajz
Névadó folyója, a Loire a régió két megyéjét szeli át keletről nyugat felé mielőtt eléri az óceánt. Az egyik a partvidéki Loire-Atlantique – attól délre fekszik Vendée megye, szintén az óceán partján –, a másik Maine-et-Loire; az utóbbitól északra helyezkedik el Mayenne, északkeletre Sarthe megye. 
A régió három nagy természeti táj találkozásánál terül el, ezek: északon az Armorika-masszívum (vagy Armorika-hegység), keleten a Párizsi-medence és (kisebb részén) délen az Aquitaniai-medence. Domborzata viszonylag egyenletes, általában nincsenek jelentősebb szintkülönbségek vagy kontrasztok. Kivételek: a déli Vendée megye dombjai, valamint az északi Coëvrons (Mont Rochard, 357 m, Mayenne megye) és még északabbra, a régió határán húzódó Alpes mancelles dombvidék. Mayenne megyében található az Armorika-hegység legmagasabb pontja is (Mont des Avaloirs, 416 m).
A Loire-nak a Vienne mellékfolyó beömlése után kezdődő alsó szakasza, valamint tölcsértorkolata (esztuáriuma) tartozik a régióhoz. A folyó hossza a Maine torkolatától (Angers közelében, Bouchemaine-től) folyásirányban Nantes-ig 85 km. Onnan kezdődik a hosszú torkolati rész, benne többek között Saint-Nazaire ipari-kikötői létesítményeivel. A Loire völgyétől északra és délre a régió területének jelentős részét alkotó kiterjedt síkság terül el. 
Szinte az egész régió a Loire vízgyűjtőjén fekszik, illetve a Loire-Bretagne folyórendszerhez tartozik. Kivétel a régió északnyugati pereme, mely a Szajna-Normandia folyórendszer része. Az Alsó-Loire nagyobb mellékfolyói a régióban: északon a Sarthe (mellékfolyója a Loir) és a Mayenne vizeit összegyűjtő és a Loire-ig szállító Maine, továbbá az Authion és az Erdre; délen a Thouet, az Èvre és a Sèvre Nantaise. Jelentős a tengerpart menti kis folyók hálózata is, amely különösen sűrű Vendée megyében.
Az atlanti partvidék régióhoz tartozó része több mint 350 km hosszú. Az északi Pont-Mahé-öböltől (Baie de Pont-Mahé, Loire-Atlantique megye) délen az Aiguillon-öbölig (baie de l'Aiguillon, Vendée megye) terjed. Ide tartozik a Noirmoutier- és a Yeu-sziget is. A partvidék nagyobb részt homokos és mintegy 100 km-nyi köves, sziklás partszakaszokból áll. Ezen a vidéken az árapály hatása igen erős. Az apály- és dagályszint közötti különbség a Loire-torkolatban, Nantes-nál és Saint-Nazaire-nál a 6 métert is elérheti.
Jellegzetes tájai a tengerpart menti mocsarak, köztük a Loire torkolata, a Guérande sós mocsár (szalina) és délen a Poitevin-mocsár (marais Poitevin). Az utóbbi az európai Franciaország földjének második legnagyobb vizes élőhelye (az első a Camargue).
Loire mente Franciaország egyik legkevésbé erdősült régiója, területének átlag 11%-át (más forrás szerint csak 9%-át) borítja erdő (szemben az európai országrész 31% átlagával, - 2017. évi adat). Az erdős terület kiterjedése 367 000 hektár, melynek 91%-a magántulajdonban van. Sarthe megye rendelkezik nagyobb erdős területekkel, és a tűlevelűek aránya is ott a legnagyobb. A megye területének 19%-át borítja erdő, ami a régió erdeinek körülbelül harmada. Vendée és Mayenne megye jellegzetes tájtípusa a bocage, ahol cserjés-élősövényes és gyepterületek váltakoznak művelt földekkel és kisebb erdős térségekkel.
A gazdaság vezető ágazata a mezőgazdaság és az élelmiszeripar, hiszen az éghajlat és a domborzat kimondottan kedvező a mezőgazdaság számára. A Loire menté-n 22 500 gazdaságot tartottak nyilván 2021-ben.

## Népesség
| Lakosok száma | 3 690 659 | 3 718 512 | 3 757 600 | 3 781 423 | 3 806 461 | 3 832 120 | 3 853 999 | 3 879 216 |
|               | 2014      | 2015      | 2017      | 2018      | 2019      | 2020      | 2021      | 2022      |